# Netunice
Netunice (en allemand : Nettonitz) est une commune du district de Plzeň-Sud, dans la région de Plzeň, en République tchèque. Sa population s'élevait à 206 habitants en 2022.

## Géographie
Netunice se trouve à 11 km à l'est-sud-est de Dobřany, à 15 km au sud-sud-est de Plzeň et à 89 km au sud-ouest de Prague.
La commune est limitée par Nebílovy au nord, par Střížovice à l'est, par Řenče au sud et au sud-ouest, et par Předenice à l'ouest.

## Histoire
La première mention écrite de la localité date de 1192.

## Transports
Par la route, Netunice se trouve à 19 km de Plzeň et à 102 km de Prague. 